# Corydalis albipetala
Corydalis albipetala là một loài thực vật có hoa trong họ Anh túc. Loài này được B.U.Oh mô tả khoa học đầu tiên năm 1996.